# Gemsfairenstock
Gemsfairenstock är en bergstopp i Schweiz.   Den ligger i kantonen Glarus, i den östra delen av landet, 110 km öster om huvudstaden Bern. Toppen på Gemsfairenstock är 2 972 meter över havet, eller 137 meter över den omgivande terrängen. Bredden vid basen är 1,1 km.
Terrängen runt Gemsfairenstock är huvudsakligen bergig, men åt sydväst är den kuperad. Närmaste större samhälle är Muotathal, 17,4 km nordväst om Gemsfairenstock. 
Trakten runt Gemsfairenstock består i huvudsak av gräsmarker. Runt Gemsfairenstock är det glesbefolkat, med 8 invånare per kvadratkilometer.